# إبراهيم بن إلياس
إبراهيم بن إلياس هو حاكم ساماني في هراة (856 - 867 م). وهو ابن إلياس بن أسد الساماني.
عند وفاة والده عام 856م، تولى إبراهيم حكم مدينة هراة. وأصبح بعد ذلك قائدًا عسكريا للحاكم الطاهري لخراسان، محمد بن طاهر. أرسل محمد إبراهيم لمحاربة يعقوب بن الليث الصفار عام 867م. بعد هزيمته بالقرب من بوشانغ، نصح محمد بالتسوية مع الصفار. لكن استمر الصراع بين الجانبين. أسر الصفاريون إبراهيم في نيسابور وأرسلوه إلى سيستان. وتولى الطاهريون السيطرة المباشرة على هراة.